# 台山水库
台山水库是中国湖北省咸宁市崇阳县境内的一座水库，位于陆水河支流五星港上游，建于1976年。水库正常库容为1346万立方米，集雨面积为21.7平方千米，海拔为180米。